# Tony Peluso
Tony Peluso (Los Angeles, 28 de março de 1950 — Los Angeles, 5 de junho de 2010) foi um guitarrista e produtor musical americano. Foi o guitarrista principal do grupo Carpenters de 1972 a 1983.
Durante seu período nos Carpenters, Peluso é provavelmente mais lembrado pela interpretação como DJ nas interligações entre as canções do lado B do disco Now & Then, e pelo solo de guitarra com fuzzbox na canção Goodbye to Love.

## Carreira
Peluso veio de uma família musical, sendo sua mãe cantora de ópera e seu pai, maestro da orquestra da NBC na Costa Oeste dos Estados Unidos.
Ele começou sua carreira musical em 1968, ao formar uma banda - The Abstracts - com três amigos de faculdade. A banda gravou um álbum pelo pequeno selo Pompeii, onde cantava, tocava guitarras e compôs a maior parte das canções. Todavia, o álbum não obteve sucesso comercial, principalmente em função de problemas na distribuição e o grupo se desfez logo em seguida ao lançamento.
Mais tarde, Peluso tocou com Bobby Sherman e Paul Revere & the Raiders assim como liderava a banda Instant Joy para Mark Lindsay quando ele interrompeu sua carreira no grupo Paul Revere & the Raiders.

### The Carpenters
Em 1972 Richard Carpenter e John Bettis compuseram uma canção, chamada Goodbye to Love, para os Carpenters. Enquanto a dupla trabalhava na canção, Richard decidiu que haveria um solo de guitarra com fuzzbox nela. Ele se lembrou de Tony Peluso, do tempo no qual Mark Lindsay e o Instant Joy abriam os espetáculos para Carpenters. Karen Carpenter ligou para Tony Peluso e lhe pediu para fazer um solo de guitarra. No DVD w:en:Close to You: Remembering The CarpentersClose to You: Remembering The Carpenters Peluso relembra a história: "A princípio eu não acredita que fosse realmente Karen Carpenter ao telefone, mas ela repetiu o nome dela mais uma vez ... Foi o momento no qual eu percebi que realmente era ela e que eu estava falando com um de meus ídolos". Karen disse a Peluso que ela e Richard estavam trabalhando numa canção chamada Goodbye to Love e que já tinham familiaridade com seu trabalho na outra banda e que ele seria perfeito para o som que eles estavam buscando para a música em questão. Já no estúdio, Tony primeiro tocou algo suave e doce, mas Richard disse: "Não, não, não! Toque a melodia para cinco compassos e depois mande ver! Lance na estratosfera. Vá em frente! Ficará ótimo!".
Peluso subsequently joined the Carpenters recording and touring band as lead guitarist.

### Carreira posterior
Após a morte de Karen Carpenter em 1983, Tony Peluso passou ao trabalho na indústria fonográfica, mais especificamente, à produção de discos. Ele trabalhou na década seguinte na Motown Records, onde participou dos processos de gravação de Smokey Robinson, The Temptations, os Four Tops e Michael Jackson. Peluso também produziu ou trabalhou na engenharia de som de variados artistas: Kenny Loggins, Seals and Crofts, Apollonia Kotero, Player, Animotion, Stephanie Mills, The Fixx, Dave Koz e Boyz II Men.
In 1992, Tony começou a trabalhar com Gustavo Santaolalla. Eles foram pioneiros do gênero rock en español. Peluso trabalhou com expoentes do pop latino, tais como Ricky Martin e bandas de rock mexicanas: Molotov e Cafe Tacuba. Em 2005, Santaolalla e Peluso produziram a trilha sonora para Brokeback Mountain.
Peluso lançou um álbum-solo, Mysterious Everything, em 2008
Tony Peluso ganhou quatro Grammys durante sua carreira. Ele faleceu em Los Angeles em 5 de junho de 2010, em função de problemas cardíacos.